# Zophorame hirsti
Zophorame hirsti är en spindelart som beskrevs av Raven 1994. Zophorame hirsti ingår i släktet Zophorame och familjen Barychelidae.
Artens utbredningsområde är Queensland. Inga underarter finns listade i Catalogue of Life.